# Lijst van gemeentelijke monumenten in Utrecht (stad)/Binnenstad
De wijk Binnenstad van Utrecht kent totaal 964 panden/objecten die als gemeentelijke monumenten zijn beschreven in 671 regels (monumentnummers). De wijk omvat naast de oude binnenstad binnen de Stadsbuitengracht, bestaande uit acht buurten, ook drie buurten die zijn gelegen búiten de Stadsbuitengracht: Hooch Boulandt, Bleekstraat en omgeving en Hoog Catherijne, NS, Jaarbeurs, die hieronder ieder een afzonderlijke sectie hebben. 

## Binnenstad binnen de Stadsbuitengracht
De oude binnenstad van Utrecht (het gebied binnen de Stadsbuitengracht) kent totaal 886 panden/objecten die als gemeentelijk monument zijn beschreven in 618 regels (monumentnummers). 
Volgens de wijkindeling van de gemeente Utrecht bestaat de oude binnenstad uit de volgende acht buurten die samen grofweg het gebied binnen de Stadsbuitengracht) beslaan; uitgezonderd de omgeving van Hoog Catharijne inclusief het plein Vredenburg. Voor deze buurten is ieder een afzonderlijke lijst met gemeentelijke monumenten:
- Binnenstad-winkelgebied
  - Lange Elisabethstraat, Mariaplaats en omgeving : 191 objecten in 128 monumentnummers - zie de lijst voor deze buurt
  - Neude, Janskerkhof, Domplein en omgeving : 129 objecten in 126 monumentnummers - zie de lijst voor deze buurt
- Binnenstad-woongebied
  - Noord en noordwest
    - Wijk C : 56 objecten in 20 monumentnummers - zie de lijst voor deze buurt
    - Breedstraat, Plompetorengracht en omgeving : 94 objecten in 82 monumentnummers - zie de lijst voor deze buurt
    - Nobelstraat en omgeving : 36 objecten in 25 monumentnummers - zie de lijst voor deze buurt

  - Museumkwartier
    - Springweg en omgeving, Geertebuurt : 216 objecten in 106 monumentnummers - zie de lijst voor deze buurt
    - Lange Nieuwstraat en omgeving : 127 objecten in 96 monumentnummers - zie de  lijst voor deze buurt
    - Nieuwegracht-oost : 37 objecten in 35 monumentnummers - zie de lijst voor deze buurt

De omgeving van Hoog Catharijne inclusief het plein Vredenburg valt volgens die wijk/buurt-indeling van de gemeente Utrecht in de buurt Hoog Catherijne, NS, Jaarbeurs. In dat gebied ligt één gemeentelijk monument: zie voor de grote zaal van het Muziekcentrum Vredenburg dan ook de lijst voor de buurt Hoog Catharijne, NS, Jaarbeurs.

## Bleekstraat en omgeving
De buurt Bleekstraat en omgeving kent 47 gemeentelijke monumenten beschreven in 22 regels (monumentnummers). Zie hieronder een overzicht.
| Object | Bouwjaar                            | Architect             | Locatie                                        | Coördinaten                 | Nr.       | Afbeelding  |
| --- | ----------------------------------- | --------------------- | ---------------------------------------------- | --------------------------- | --------- | ----------- |
| Dubbel woonhuis genaamd Vastenborch in neoclassicistische stijl                                                    | 1860 (circa)                        |                       | Catharijnesingel 103 t/m 104A                  | 52° 4' 50" NB, 5° 7' 15" OL | 0344/1349 | Upload foto |
| Dubbel woonhuis in neoclassicistische stijl                                                                        | 1870 (circa)                        |                       | Catharijnesingel 105-106                       | 52° 4' 50" NB, 5° 7' 15" OL | 0344/1350 | Upload foto |
| Dubbel woonhuis in neoclassicistische stijl                                                                        | 1860 (circa)                        |                       | Catharijnesingel 108-109                       | 52° 4' 50" NB, 5° 7' 16" OL | 0344/1351 | Upload foto |
| Woonhuis in neoclassicistische stijl                                                                               | 1870 (circa)                        |                       | Catharijnesingel 111                           | 52° 4' 49" NB, 5° 7' 16" OL | 0344/1352 | Upload foto |
| Dubbel woonhuis in neoclassicistische stijl                                                                        | 1860 (circa)                        |                       | Catharijnesingel 112-113                       | 52° 4' 49" NB, 5° 7' 16" OL | 0344/1353 | Upload foto |
| Dubbel woonhuis in neoclassicistische stijl                                                                        | 1870 (circa)                        |                       | Catharijnesingel 134-135                       | 52° 4' 51" NB, 5° 7' 22" OL | 0344/1354 | Upload foto |
| Basculebrug met landhoofden, brugkelder en brugwachtershuis; Vaartscherijnbrug                                     | 1930                                | Dienst Gemeentewerken | Catharijnesingel (ongenummerd) en Oosterkade 1 | 52° 4' 52" NB, 5° 7' 26" OL | 0344/1356 | Upload foto |
| Woonhuis | Late 16de eeuw                      |                       | Gansstraat 61/63                               | 52° 4' 48" NB, 5° 7' 33" OL | 0344/0485 | Upload foto |
| Woonhuis | Vroege 19de eeuw                    |                       | Oosterkade 13                                  | 52° 4' 48" NB, 5° 7' 25" OL | 0344/0488 | Upload foto |
| Woonhuis | 1860 (circa)                        |                       | Tolsteegsingel 52                              | 52° 4' 51" NB, 5° 7' 30" OL | 0344/0489 | Upload foto |
| Woonhuis | 1860 (circa)                        |                       | Tolsteegsingel 53                              | 52° 4' 52" NB, 5° 7' 30" OL | 0344/0490 | Upload foto |
| Woonhuis | 1860 (circa)                        |                       | Tolsteegsingel 54                              | 52° 4' 52" NB, 5° 7' 30" OL | 0344/0491 | Upload foto |
| Woonhuis | 18e eeuw; mogelijk ouder            |                       | Westerkade 2                                   | 52° 4' 51" NB, 5° 7' 24" OL | 0344/1357 | Upload foto |
| Pand met 19e-eeuwse klokgevel en achterhuis                                                                        | 19e-eeuwse gevel; oudere oorsprong  |                       | Westerkade 6 t/m 7bis                          | 52° 4' 50" NB, 5° 7' 24" OL | 0344/1357 | Upload foto |
| Woonhuis in neoclassicistische stijl                                                                               | 1870 (circa)                        |                       | Westerkade 15                                  | 52° 4' 49" NB, 5° 7' 22" OL | 0344/1359 | Upload foto |
| Woonhuis | 19e-eeuwse gevel; oudere oorsprong  |                       | Westerkade 18-18bis                            | 52° 4' 48" NB, 5° 7' 22" OL | 0344/1360 | Upload foto |
| Winkelwoonhuis in eclectische stijl                                                                                | 1890 (circa)                        |                       | Westerkade 19 t/m 19bis-A                      | 52° 4' 48" NB, 5° 7' 22" OL | 0344/1361 | Upload foto |
| Woonhuis | 1900 (circa)                        |                       | Westerkade 21A t/m 21E                         | 52° 4' 48" NB, 5° 7' 22" OL | 0344/1362 | Upload foto |
| Winkel-woonhuis in eclectische stijl met neo-renaissance en neo-barok elementen                                    | 1890 (verbouwing); oudere oorsprong |                       | Westerkade 22                                  | 52° 4' 47" NB, 5° 7' 22" OL | 0344/1363 | Upload foto |
| Winkelpand met art-deco winkelpui                                                                                  | 17e eeuw                            |                       | Westerkade 24                                  | 52° 4' 47" NB, 5° 7' 22" OL | 0344/1364 | Upload foto |
| Blok met 5 woonhuizen in Delftse Schoolstijl behorend tot een hofje in opdracht van de Fundatie Maria van Pallaes  | 1937-1938                           |                       | Wulpstraat 2 t/m 10                            | 52° 4' 48" NB, 5° 7' 28" OL | 0344/0492 | Upload foto |
| Blok met 17 woonhuizen in Delftse Schoolstijl behorend tot een hofje in opdracht van de Fundatie Maria van Pallaes | 1937-1938                           |                       | Wulpstraat 5 t/m 37                            | 52° 4' 47" NB, 5° 7' 27" OL | 0344/0493 | Upload foto |

## Hooch Boulandt
De buurt Hooch Boulandt kent 28 gemeentelijke monumenten. Zie hieronder een overzicht.
Voor de Bartholomeusbrug en Sint Martinusbrug over de Stadsbuitengracht, zie de sectie over de Binnenstad binnen de Stadsbuitengracht.
| Object | Bouwjaar                                                          | Architect   | Locatie | Coördinaten                 | Nr.       | Afbeelding  |
| --- | ----------------------------------------------------------------- | ----------- | --- | --------------------------- | --------- | ----------- |
| Voormalig Zusterhuis van het Academisch Ziekenhuis Utrecht                                                                   | 1903; uitgebreid 1927 en 1942; in 1990 verbouwd tot appartementen |             | Arthur van Schendelstraat 2 t/m 38, Albert Verweystraat 1 tm 21 en Henriëtte Roland Holsterstraat 2 t/m 22 | 52° 4' 56" NB, 5° 7' 12" OL | 0344/1365 | Upload foto |
| Voormalig hoofdgebouw van het Academisch Ziekenhuis Utrecht                                                                  | 1865                                                              | C. Vermeijs | Arthur van Schendelstraat 50 t/m 162                                                                       | 52° 4' 53" NB, 5° 7' 12" OL | 0344/1366 | Upload foto |
| Onderdeel van dubbelpand Catharijnesingel 71-72 met Jugendstil-vormen                                                        | 1904                                                              |             | Catharijnesingel 71                                                                                        | 52° 5' 6" NB, 5° 7' 7" OL   | 0344/1369 | Upload foto |
| Onderdeel van dubbelpand Catharijnesingel 71-72 met Jugendstilvormen                                                         | 1904                                                              |             | Catharijnesingel 72                                                                                        | 52° 5' 5" NB, 5° 7' 7" OL   | 0344/1370 | Upload foto |
| Onderdeel van Catharijnesingel 75-76-77, drielig pand gebouwd in Hollandse neorenaissancestijl met veel Jugendstil-elementen | 1904                                                              |             | Catharijnesingel 75                                                                                        | 52° 5' 5" NB, 5° 7' 8" OL   | 0344/1371 | Upload foto |
| Onderdeel van Catharijnesingel 75-76-77, drielig pand gebouwd in Hollandse neo-renaissancestijl met veel Jugendstilelementen | 1904                                                              |             | Catharijnesingel 76                                                                                        | 52° 5' 4" NB, 5° 7' 8" OL   | 0344/1372 | Upload foto |
| Onderdeel van Catharijnesingel 75-76-77, drielig pand gebouwd in Hollandse neo-renaissancestijl met veel Jugendstilelementen | 1904                                                              |             | Catharijnesingel 77-77C                                                                                    | 52° 5' 4" NB, 5° 7' 8" OL   | 0344/1373 | Upload foto |
| Onderdeel van dubbelpand Catharijnesingel 78-79, gebouwd in Hollandse neorenaissance                                         | 1904                                                              |             | Catharijnesingel 78-78bis                                                                                  | 52° 5' 4" NB, 5° 7' 8" OL   | 0344/1374 | Upload foto |
| Onderdeel van dubbelpand Catharijnesingel 78-79, gebouwd in Hollandse neorenaissance                                         | 1904                                                              |             | Catharijnesingel 79-79bis                                                                                  | 52° 5' 4" NB, 5° 7' 8" OL   | 0344/1375 | Upload foto |
| Winkelwoonhuis | 1903                                                              |             | Catharijnesingel 81-81B                                                                                    | 52° 5' 3" NB, 5° 7' 9" OL   | 0344/1376 | Upload foto |
| Woonhuis | 1903                                                              |             | Catharijnesingel 82 t/m 82C                                                                                | 52° 5' 3" NB, 5° 7' 9" OL   | 0344/1377 | Upload foto |
| Woonhuis; onderdeel van groep 83-84-85                                                                                       | 1903                                                              |             | Catharijnesingel 83-83bis                                                                                  | 52° 5' 3" NB, 5° 7' 9" OL   | 0344/1378 | Upload foto |
| Woonhuis; onderdeel van groep 83-84-85                                                                                       | 1903                                                              |             | Catharijnesingel 84-84bis                                                                                  | 52° 5' 3" NB, 5° 7' 9" OL   | 0344/1379 | Upload foto |
| Woonhuis; onderdeel van groep 83-84-85                                                                                       | 1903                                                              |             | Catharijnesingel 85-85bis                                                                                  | 52° 5' 2" NB, 5° 7' 10" OL  | 0344/1380 | Upload foto |
| Woonhuis; onderdeel van groep 86-87-88-89                                                                                    | 1903                                                              |             | Catharijnesingel 86-86bis                                                                                  | 52° 5' 2" NB, 5° 7' 10" OL  | 0344/1381 | Upload foto |
| Woonhuis; onderdeel van groep 86-87-88-89                                                                                    | 1903                                                              |             | Catharijnesingel 87-87bis                                                                                  | 52° 5' 2" NB, 5° 7' 10" OL  | 0344/1382 | Upload foto |
| Woonhuis; onderdeel van groep 86-87-88-89                                                                                    | 1903                                                              |             | Catharijnesingel 88-88bis                                                                                  | 52° 5' 2" NB, 5° 7' 10" OL  | 0344/1383 | Upload foto |
| Woonhuis; onderdeel van groep 86-87-88-89                                                                                    | 1903                                                              |             | Catharijnesingel 89-89bis                                                                                  | 52° 5' 2" NB, 5° 7' 10" OL  | 0344/1384 | Upload foto |
| Woonhuis; onderdeel van groep 90-91-92-93-94                                                                                 | 1903                                                              |             | Catharijnesingel 90-90bis                                                                                  | 52° 5' 2" NB, 5° 7' 10" OL  | 0344/1385 | Upload foto |
| Woonhuis; onderdeel van groep 90-91-92-93-94                                                                                 | 1903                                                              |             | Catharijnesingel 91-91bis                                                                                  | 52° 5' 1" NB, 5° 7' 10" OL  | 0344/1386 | Upload foto |
| Woonhuis; onderdeel van groep 90-91-92-93-94                                                                                 | 1903                                                              |             | Catharijnesingel 92-92bis                                                                                  | 52° 5' 1" NB, 5° 7' 10" OL  | 0344/1387 | Upload foto |
| Woonhuis; onderdeel van groep 90-91-92-93-94                                                                                 | 1903                                                              |             | Catharijnesingel 93-93bis                                                                                  | 52° 5' 1" NB, 5° 7' 10" OL  | 0344/1388 | Upload foto |
| Woonhuis; onderdeel van groep 90-91-92-93-94                                                                                 | 1903                                                              |             | Catharijnesingel 94 t/m 94C                                                                                | 52° 5' 1" NB, 5° 7' 10" OL  | 0344/1389 | Upload foto |
| Woonhuis; onderdeel van groep 95-95-97-98-99                                                                                 | 1903                                                              |             | Catharijnesingel 95-95bis                                                                                  | 52° 5' 1" NB, 5° 7' 11" OL  | 0344/1390 | Upload foto |
| Woonhuis; onderdeel van groep 95-95-97-98-99                                                                                 | 1903                                                              |             | Catharijnesingel 96-96bis                                                                                  | 52° 5' 0" NB, 5° 7' 11" OL  | 0344/1391 | Upload foto |
| Woonhuis; onderdeel van groep 95-95-97-98-99                                                                                 | 1903                                                              |             | Catharijnesingel 97-97bis                                                                                  | 52° 5' 0" NB, 5° 7' 11" OL  | 0344/1392 | Upload foto |
| Woonhuis; onderdeel van groep 95-95-97-98-99                                                                                 | 1903                                                              |             | Catharijnesingel 98-98bis                                                                                  | 52° 5' 0" NB, 5° 7' 11" OL  | 0344/1393 | Upload foto |
| Woonhuis; onderdeel van groep 95-95-97-98-99                                                                                 | 1903                                                              |             | Catharijnesingel 99A t/m 99C en Pasteurstraat 1                                                            | 52° 5' 0" NB, 5° 7' 11" OL  | 0344/1394 | Upload foto |

## Hoog Catherijne, NS, Jaarbeurs
In de buurt Hoog Catherijne, NS, Jaarbeurs bevinden zich de volgende 3 gemeentelijke monumenten:
| Object                               | Bouwjaar    | Architect                                                     | Locatie             | Coördinaten                 | Nr.       | Afbeelding  |
| ------------------------------------ | ----------- | ------------------------------------------------------------- | ------------------- | --------------------------- | --------- | ----------- |
| Rabobank (hoofdkantoor)              | 1980 – 1983 | J. Fichtinger in samenwerking met kunstenaar Bas Maters       | Croeselaan 18       | 52° 5' 11" NB, 5° 6' 34" OL | 0344/1754 | Upload foto |
| Stiltecentrum Hoog Catharijne        | 1973        | Environmental Design (Van der Grinten, Heijdenrijk en Manche) | Godebaldkwartier 74 | 52° 5' 25" NB, 5° 6' 46" OL | 0344/1757 | Upload foto |
| Grote zaal, Muziekcentrum Vredenburg | 1968 - 1979 | Herman Hertzberger                                            | Vredenburgkade 11   | 52° 5' 32" NB, 5° 6' 48" OL | 0344/1952 | Upload foto |